# Entrepôts de Bercy
Pour les articles homonymes, voir Bercy.

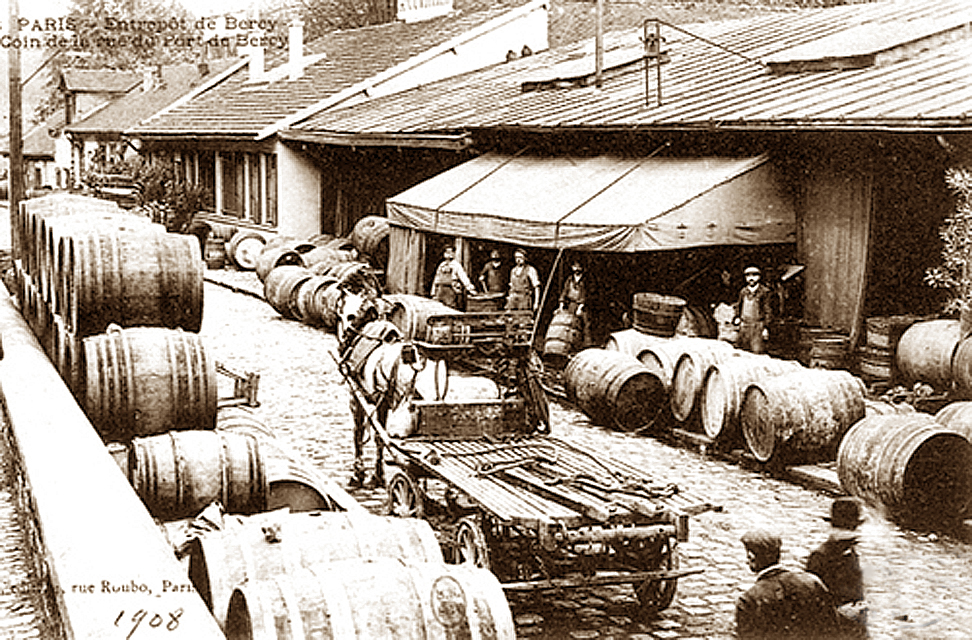
L'entrepôt de Bercy en 1908.

Les entrepôts de Bercy étaient un ensemble réservé aux négociants en vin situé dans le quartier de Bercy en périphérie du 12e arrondissement. Située le long de la Seine, cette zone recevait, stockait et redistribuait vins et spiritueux.

## Historique

### Origine et développement
Des entrepôts s'installent vers 1800 sur le domaine de la Rapée (à l'emplacement de l'actuel palais omnisports de Bercy), à l'extérieur de la barrière de la Rapée du mur des Fermiers généraux, ce qui permettait aux vins de ne pas être soumis à l'octroi.
Ces entrepôts se développent au cours des années suivantes, en amont de l'ancien domaine de la Rapée, sur les terrains des parcs et jardins qui s'étendaient jusqu'au bord de la Seine à l'arrière des maisons de plaisance de la rue de Bercy abandonnées par leurs propriétaires à la fin du XVIIIe siècle.
M. de Chabons, maire de la commune de Bercy, acquiert en 1809 le domaine du Petit Château, où il établit des chais et un atelier de tonnellerie. Cet ensemble est racheté en 1815 par Louis Gallois (successeur de M. de Chabons dans la charge de maire de Bercy), qui agrandit les chais et lotit le terrain en donnant à la voie principale le nom de rue Gallois et aux autres voies de desserte les prénoms de membres de sa famille.
Le baron Louis, ministre des Finances, crée à partir de 1819, par une société qu'il avait fondée, des entrepôts sur les terrains qu'il possédait en amont, entre le domaine du Petit Château et la rue de la Grange aux Merciers (emplacement de l'actuelle cour Saint-Émilion).
Les entrepôts détruits par un incendie en 1820 sont reconstruits.
Les somptueux hôtels particuliers de la rue de Bercy et ceux à l'intérieur des parcs disparaissent au cours de la première moitié du XIXe siècle, les matériaux étant utilisés pour la construction des chais.
Les tonneaux à destination de la capitale arrivant par bateaux sur la Seine y étaient débarqués sur le port de Bercy et entreposés dans les chais de Bercy. 
Les unités de mesure utilisées étaient restées celles de l'Ancien Régime, très disparates. Les négociants en vin de Paris, par l'intermédiaire de leur hebdomadaire, nouvellement créé, Le Journal de Bercy et de l'Entrepôt. Le Moniteur vinicole, lancèrent une pétition à l'adresse de Napoléon III, qui fut publiée le 6 octobre 1856. Ils demandaient à l'empereur « l'unité des mesures de jaugeage des vins » et l'application du système métrique sur les contenants dont les volumes variaient « d'une contrée viticole à l'autre et souvent dans un même département ». Les pétitionnaires expliquaient qu'ils s'estimaient frustrés, chaque année, d'environ 1 000 000 d'hectolitres et demandaient instamment l'application des textes de lois de 1793, 1812 et 1837.
Le transport par voie ferrée se développe à partir de l'ouverture de la ligne du chemin de fer de Paris à Lyon en 1849 et l'établissement de la gare de Bercy qui dessert par des embranchements un  réseau à l'intérieur du domaine des entrepôts comprenant 9,48 kilomètres de voies et 42 plaques tournantes. Au cours de la première période, le vin était transporté de Provence, du Midi, de la vallée du Rhône et de Bourgogne en tonneaux placés sur des wagons plats.  
La consommation de vin dans Paris augmentait. Elle passa de 1 000 000 d’hectolitres en 1800 à 3 550 000 en 1865.
En dépit de la construction d'une nouvelle halle aux vins entre 1811 et 1845, ses moyens de stockage se révélaient insuffisants pour faire face à cette consommation et au développement de l'acheminement  par voie ferrée.

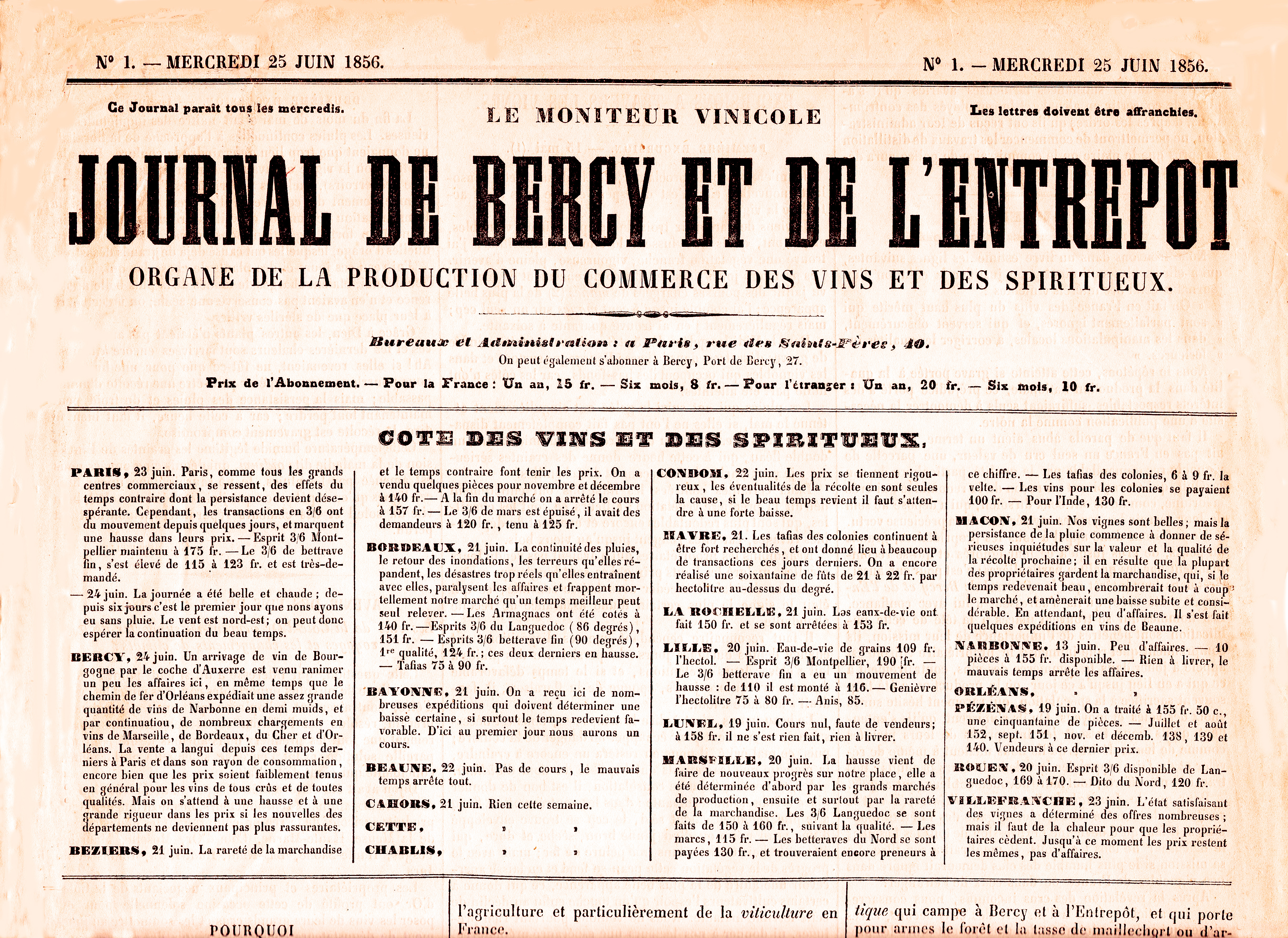
Le Journal de Bercy et de l'Entrepôt. Le Moniteur vinicole, no 1, 25 juin 1856.
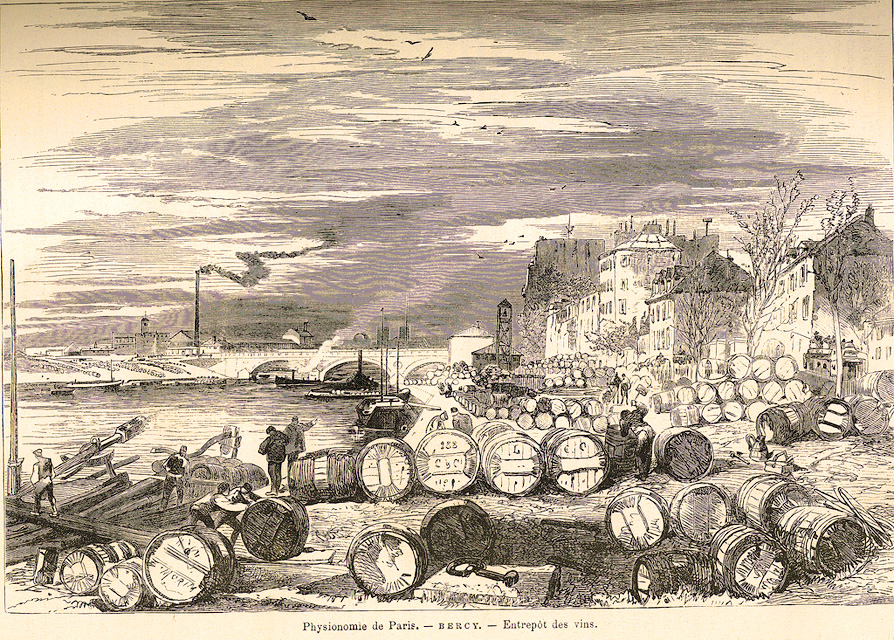
Le port de Bercy au milieu du XIXe siècle.

### La reprise des entrepôts par la Ville de Paris
En 1860, la commune de Bercy, jusque-là indépendante, fut dissoute et partagée entre Paris et Charenton.
L'octroi ayant été reporté à l'enceinte de Thiers, les entrepôts placés à l'intérieur de Paris auraient dû en principe être soumis immédiatement aux droits sur les vins mais les pouvoirs publics décidèrent d'appliquer un régime transitoire d'une durée de 10 ans.
La guerre franco-prussienne repoussa ce délai jusqu'à une inondation de 1876 qui décida la Ville de Paris à racheter l'ensemble. Le négoce auparavant sous le régime de l'entrepôt à domicile, les chais étant la propriété des négociants qui acquittaient les droits lors de la vente sont placés sous le régime de l'entrepôt réel par décret du 6 août 1877 : les entrepôts deviennent des magasins publics pour lesquels la Ville de Paris propriétaire délivrait des concessions aux négociants.
Le projet de la Ville de reconstruire l'ensemble des chais sous la direction de Viollet-le-Duc est partiellement réalisé.
L'ensemble est exproprié et les entrepôts sont étendus en 1877 jusqu'en bordure de la gare de la gare de La Rapée au sud-ouest de la rue Nicolaï (ancienne rue de la Grange aux merciers), qui devient une rue intérieure et disparait comme voie de transit. Cette partie comprend le terrain de l'ancien domaine du Pâté Pâris (entre cette rue et l'actuelle avenue des Terroirs-de-France) où une caserne de cavalerie construite en 1825 est démolie. De nouveaux bâtiments sont construits sur cette partie, ce qui entraine également la suppression du tronçon de la rue de Bercy de la place de l'église de Bercy (place Lachambeaudie) à la rue Nicolaï.
Les maisons sur le quai de Bercy, comprenant des guinguettes et restaurants, le plus réputé étant Le Rocher de Cancale, sont détruites ainsi que des bâtiments d'intérêt architectural et historique, le Pâté-Pâris et le petit château de Bercy. Deux pavillons sont construits de part et d'autre de la rue de Dijon (rue Joseph-Kessel), à l'entrée du pont de Tolbiac.
L'ensemble, entouré de grilles de 3 mètres de hauteur est divisé en deux parties de part et d'autre de la rue de Dijon (actuellement rue Joseph-Kessel) ouverte à cette date, le Petit Bercy en aval, le Grand Bercy en amont. Pour éviter les inondations, le quai de Bercy est surélevé à 8,70 mètres au-dessus de l'étiage de 1658.
8 couloirs de liaisons et 4 escaliers sont construits entre le quai et la zone des entrepôts ainsi que 101 caves sous la partie des entrepôts dominant la berge.
Cependant, le projet de reconstruction de l'ensemble des chais est abandonné, la Ville se limitant à louer les anciens bâtiments ou le terrain nu aux négociants laissés libre de bâtir les chais et autres installations, ce qui donna un aspect pittoresque au quartier du Petit Bercy entre la rue de Dijon et le boulevard de Bercy, les arbres ayant, de plus, été préservés.
Une partie des bâtiments plus réguliers et uniformes construits par la Ville de Paris à cette époque dans le Grand Bercy ont été préservés, Cour Saint-Émilion, et l'ensemble compris entre la rue Lheureux, la rue des Pirogues de Bercy, la rue Baron-Le-Roy et l'avenue des Terroirs de France, où sont installés le musée des Arts forains et l'école de boulangerie et de pâtisserie.

### L'apogée de la prospérité

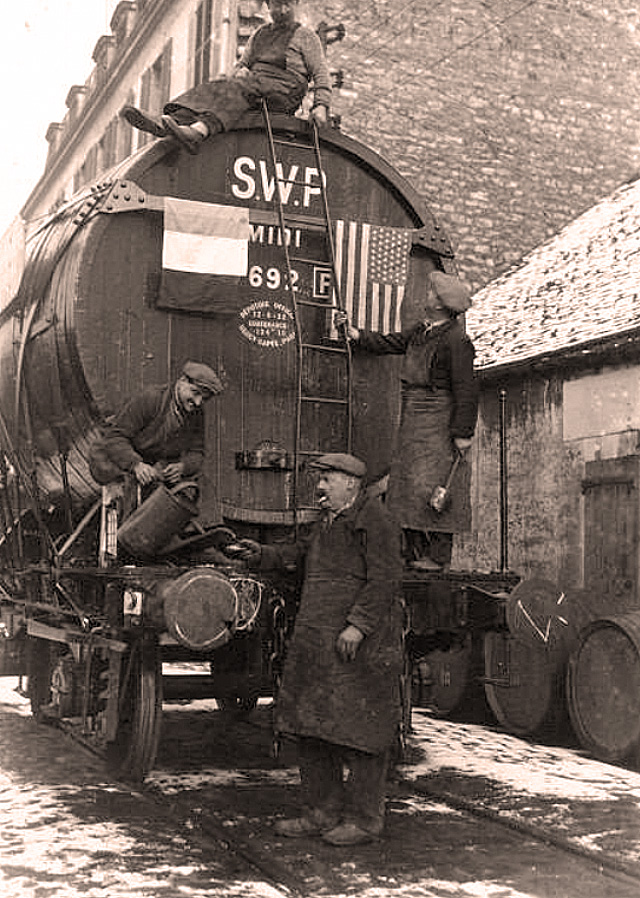
Dans les entrepôts de Bercy, sur un wagon-foudre, fête de l'abolition de la prohibition aux États-Unis en 1933.

Une voie ferrée assure la quasi-totalité du transport du vin entre 1875 et 1914. Elle atteint une longueur de près de 9,5 km. Les tonneaux sont remplacés par des wagons-foudres (20 000 étaient en service en 1910 et encore 8 850 en 1945). La voie ferrée était équipée de 42 plaques tournantes, les manœuvres dans le domaine des chais étant assurées par des chevaux puis par des locotracteurs Latil. Les rails sont conservés au sol dans le parc de Bercy en mémoire de ce réseau.
L'acheminement par voie d'eau se développe ensuite. Les  bateaux transportant les vins d'Algérie, d'Espagne et du Portugal sont déchargés à Rouen dans des péniches remontant la Seine jusqu'au port de Bercy, le trafic ferroviaire et par voie maritime étant équivalent dans l'entre-deux guerres, avant le développement du transport routier à partir des années 1950. 
Le domaine était régi par un règlement intérieur. La communauté de négociants et de leurs salariés vivait en semi-autarcie, avec des services à proximité, école, église Notre-Dame-de-la-Nativité de Bercy, bureau de poste.
Le 9 août 1905, le parlement vota une loi qui obligeait les gros marchands de vins de Paris d'avoir pignon sur rue à l'entrepôt de Bercy et à la halle aux vins.
Jusqu’au début du XXe siècle, les deux entrepôts parisiens gardèrent une importance à peu près égale. Mais la spécialisation de la halle de Saint-Bernard en vins fins et alcool et l'agrandissement de Bercy en 1910 donnèrent l'avantage à ce dernier. En 1930, il représentait 70 % du stockage et des sorties contre 30 % pour la halle aux vins.

### Le déclin
Jusque dans les années 1960, ces produits d'assemblage , de qualité douteuse, firent la fortune des négociants en vin de Bercy qui popularisaient ce type de production dans leur organe de presse le Moniteur vinicole. Mais le consommateur devenait de plus en plus exigeant et privilégiait la mise en bouteilles à la propriété, garantie de qualité. Plus question d'améliorer un bourgogne avec un côtes-du-rhône ou de remonter son degré avec du vin d’Algérie. Le négoce des entrepôts, après un siècle d'existence, commença à péricliter.
Par ailleurs, la Ville de Paris envisageait valoriser ce patrimoine foncier, peu construit (le bâti ne représentant que 44 % de la surface) à proximité du centre de l'agglomération. En 1964, les baux ne furent pas renouvelés et les travaux d'amélioration ou de modernisation interdits. Les entreprises les plus importantes et les plus dynamiques partirent en périphérie. 8 hectares furent supprimés en 1979 par la construction du palais omnisports de Bercy. Les derniers négociants attachés aux lieux restés sur place furent contraints de partir. Les derniers chais détruits en 1993 furent ceux de la cour Louis Proust.

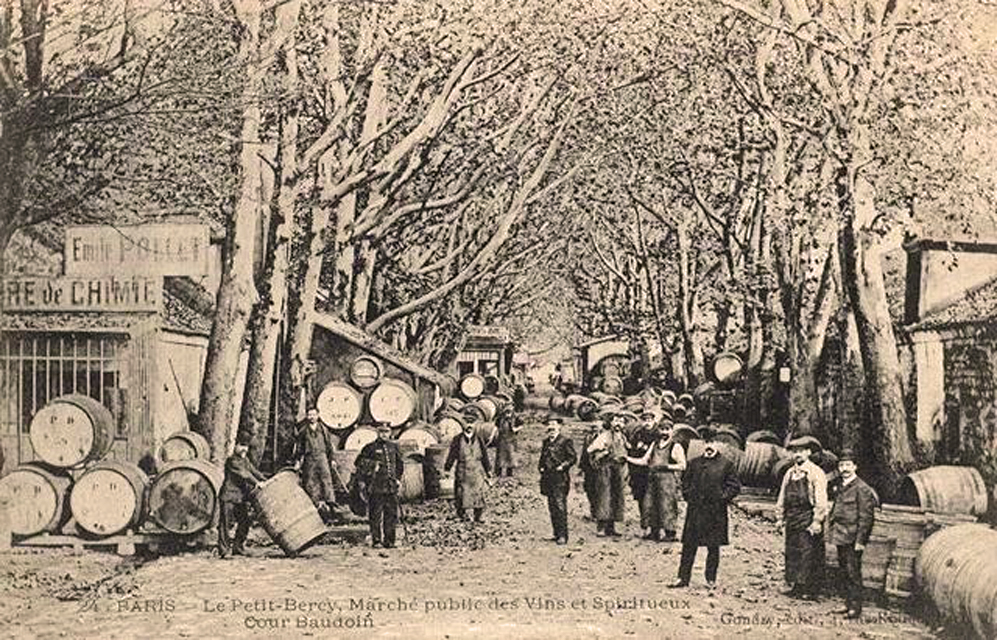
Le petit Bercy, marché public des vins et spiritueux.
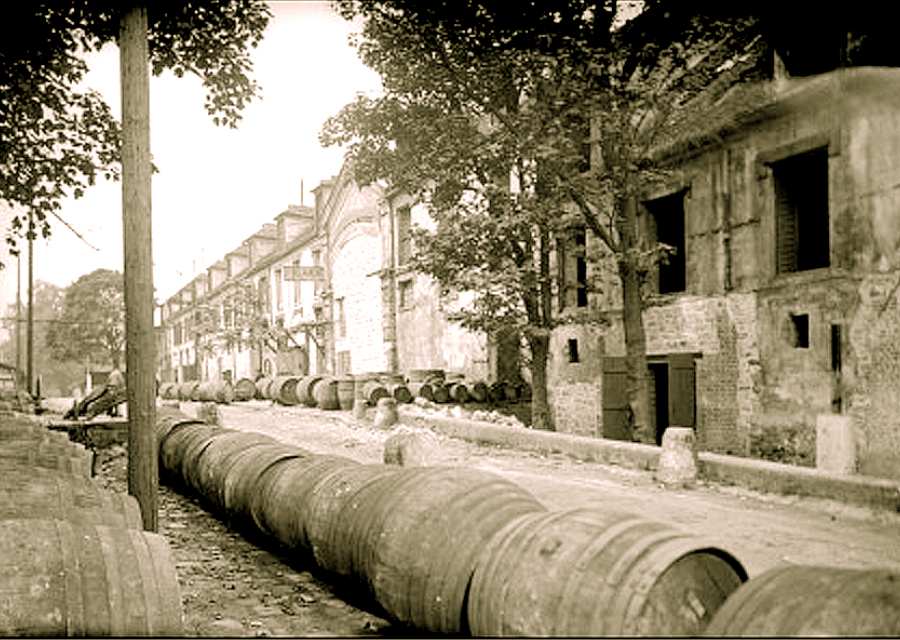
Le Grand Bercy, au début du XXe siècle.
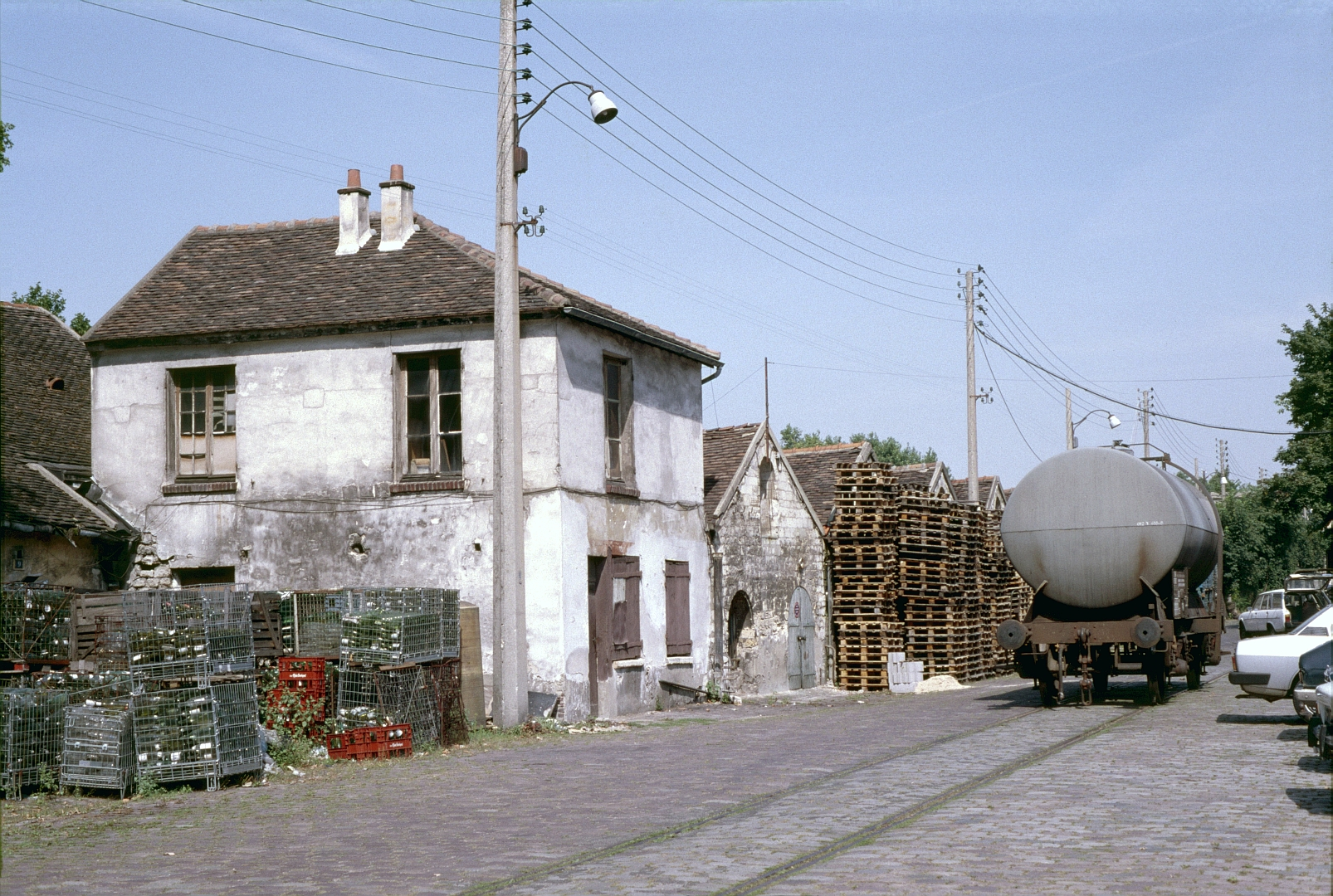
L'entrepôt de Bercy encore en activité en 1985.

### Reconversion
La zone de ces entrepôts a été profondément restructurée à partir du début des années 1980 avec la construction de Bercy Arena (1984), puis du ministère de l'Économie et des Finances (1990). À la fin du XXe siècle, la restructuration et la rénovation du quartier sonnèrent le glas des entrepôts, mais leur souvenir perdure dans le parc de Bercy qui les a remplacés et a conservé quelques anciens pavillons, vestiges du passé vinicole de Bercy ainsi que dans le nom de la station de métro qui le dessert Cour Saint-Émilion.
En 1985, quelques chais sont inscrits à l'Inventaire Supplémentaire des Monuments Historiques dont les chais Lheureux dans lesquels ouvrent en 1996 Les Pavillons de Bercy-Musée des Arts Forains, un lieu culturel destiné au patrimoine du spectacle et des arts forains. L'architecture des anciens chais, qui faisait l'identité du quartier, a également inspiré la création d'un centre commercial, Bercy Village, avec ses boutiques et ses terrasses en 2000. À l'est de cette zone a été aménagé un quartier d'affaires organisé autour de la place des Vins-de-France. Une rue Baron-Le-Roy commence à la place Lachambeaudie et finit en impasse sur l'avenue des Terroirs-de-France. Elle doit son nom à Pierre Le Roy de Boiseaumarié (1890-1967), créateur des appellations d'origine contrôlée (AOC). Une station Baron Le Roy de la ligne 3a du tramway d'Île-de-France est ouverte depuis fin 2012.

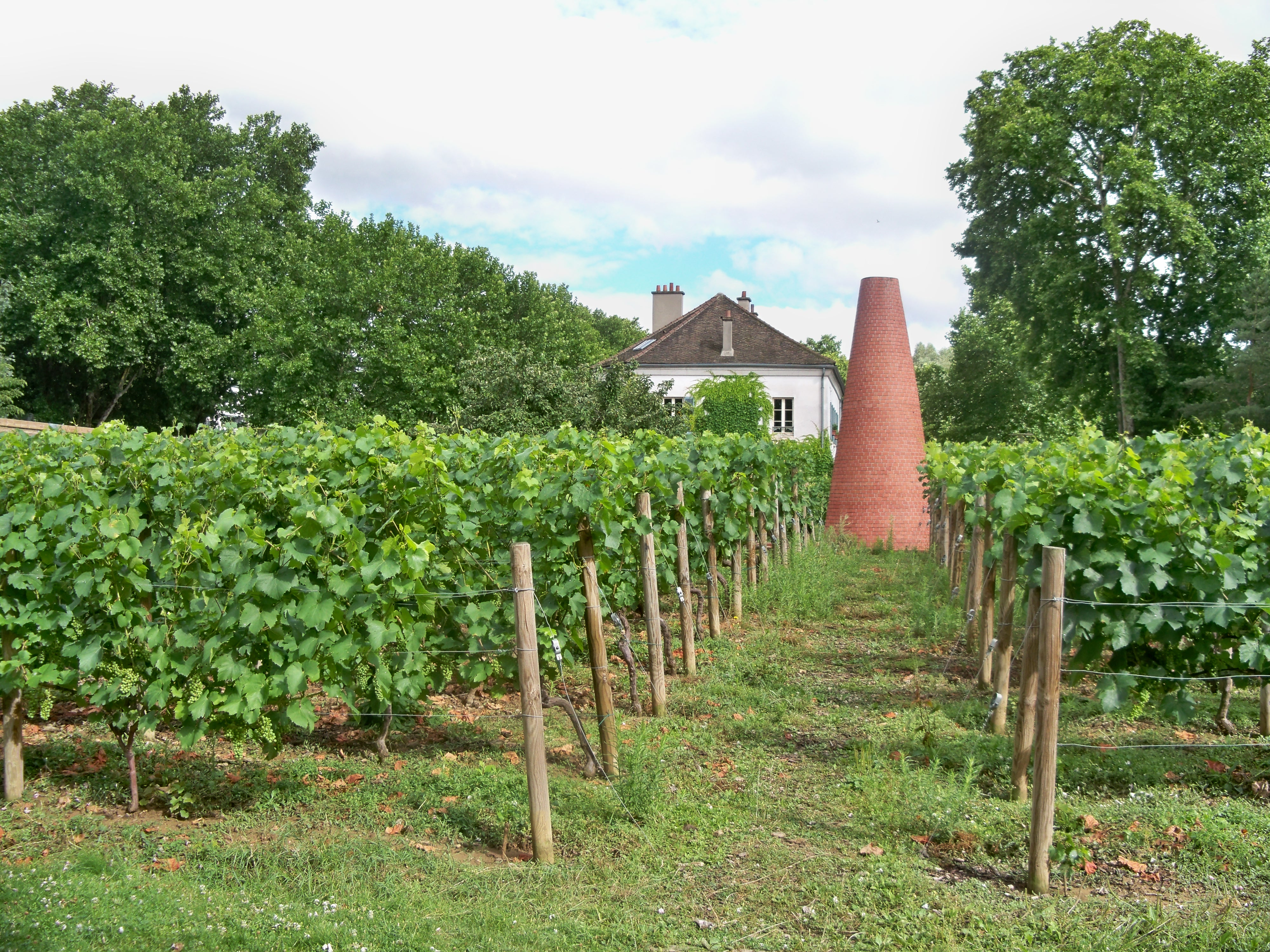
Vignes du parc de Bercy.
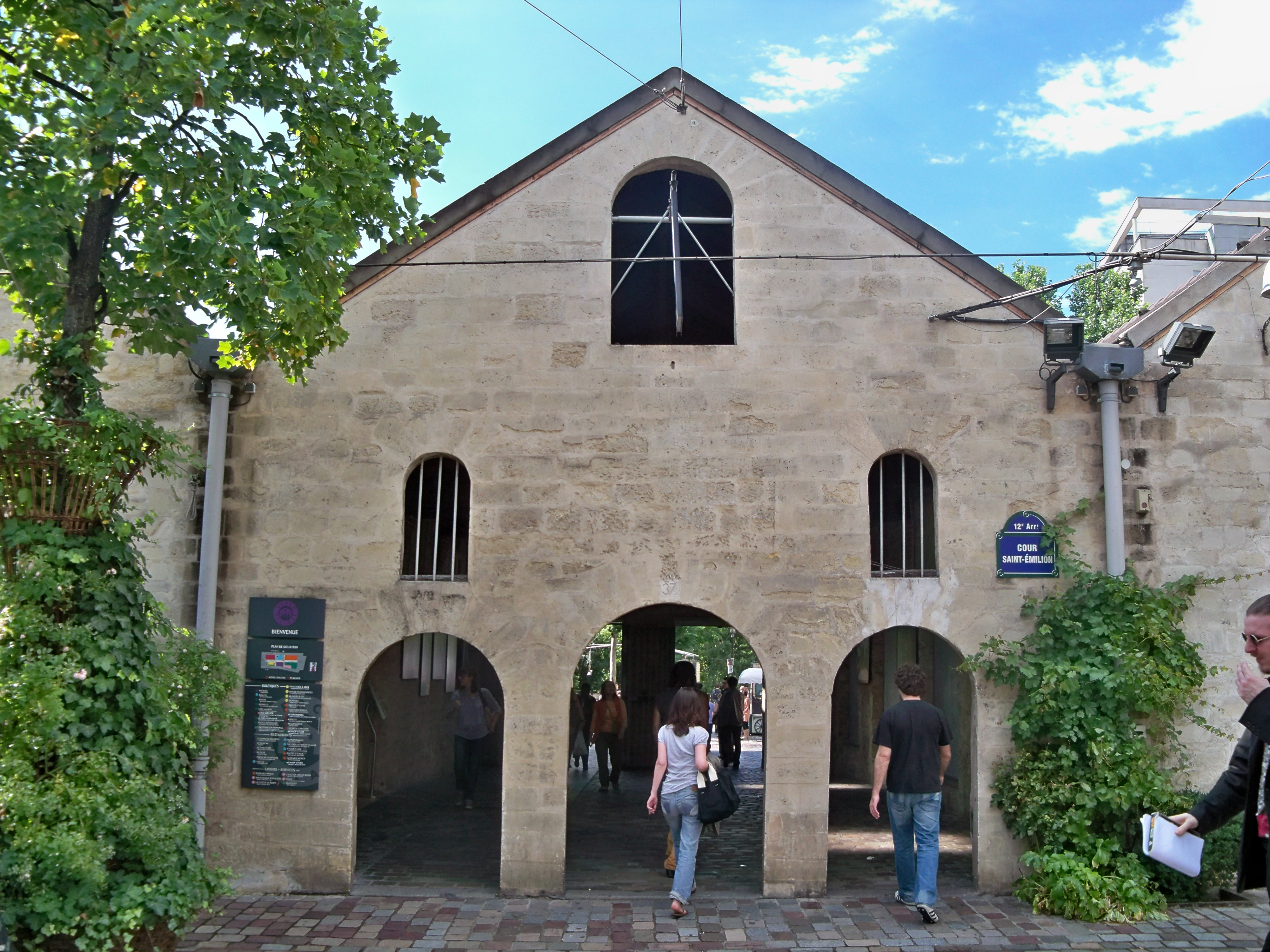
Cour Saint-Émilion à Bercy Village.

## Voies des entrepôts de Bercy
Les entrepôts de Bercy étaient divisés en 2,, : le Grand-Bercy, situé en aval, et le Petit-Bercy situé en amont, qui étaient séparés par la rue de Dijon. Cette dénomination faisant état de la taille de ceux-ci.
| Voies limitrophes - Rue de Bercy - Quai de Bercy - Port de Bercy - Rue de Chablis - Rue de Chambertin - Rue de Dijon - Rue Gabriel-Lamé - Rue de Pommard | Voies du Grand-Bercy - Cour de Barsac - Rue de Beaugency - Rue de Béziers - Rue de Blaye - Rue de Bordeaux - Cour Canonge - Rue de Cette - Cour Chabrier - Rue de Champagne - Rue de Cognac - Rue de Corton - Impasse de la Côte-d'Or - Couloir Deroche - Cour Dessort - Rue Gallois - Cour Gilles - Cour Labourmène - Rue Laroche - Rue Léopold - Cour Louis-Proust - Rue de Mâcon - Cour Margaux - Rue du Médoc - Rue de Meursault - Cour de Narbonne - Rue de Nuits - Impasse Perdrier - Avenue du Petit-Château - Rue du Port-de-Bercy - Rue de Romanée - Cour Saint-Julien - Rue Saint-Louis - Rue Sainte-Anne-Bercy - Couloir Saulnier-Duchesne - Rue de Sauterne - Cour Valentin - Rue de Vouvray | Voies du Petit-Bercy - Rue Abel-Laurent - Cour Baudoin - Rue Besson - Cour Chamonard - Rue du Château-Lafite - Rue des Corbières - Cour Crépier - Rue Jean-Monot - Rue de Libourne - Rue des Mâconnais - Enclos des Mâconnais - Rue du Minervois - Rue Neuve-de-la-Garonne - Cour Nicolaï - Rue Nicolaï - Cour Pajol - Rue du Petit-Bercy - Rue du Roussillon - Cour Saint-Émilion - Rue Saint-Estèphe - Rue de Soulages - Rue de Thorins - Rue de la Garonne - Rue de l'Yonne |